# Николай Вологодский
Николай Вологодский (Николай Матвеевич Рынин, 9/22 мая 1777 — 19/1 апреля 1837) — святой «Христа ради юродивый». Канонизирован Русской Православной Церковью в 1988 году. Память 1 апреля (19 марта по старому стилю) и 3 июля (20 июня).

## Биография
Родился в богатой купеческой семье. Крещён во Власьевской церкви, в приходе которой находился двухэтажный полукаменный с солодовенным заводом дом его отца. В детстве научился читать и писать. С детства стремился служить Богу. Богатство он отверг, раздав своё имение нищим. Сам стал жить на подаяние. Любимым местом для молитвы и уединения был Прилуцкий монастырь, отстоящий в 5 верстах от Вологды. Николай Матвеевич часто и подолгу находился возле гробниц преподобных Димитрия и Игнатия, на паперти храма, в тени деревьев.
Николай переходил с места на место, подолгу живя в Вологде, Кадникове, Тотьме. Здесь немало было его уважавших граждан. Ходил он с большим посохом в руке, без шапки зимой и летом (иногда повязывал голову полотенцем), в синем холщевом балахоне и длинной белой рубахе, кожаных опорках на ногах. Николая принимали в домах знатных города, а также и владыка Онисифор. 
Николай Рынин считался провидцем. По воспоминаниям архимандрита Пимена (Мясникова) († 1880 г.), уроженца Вологды, «Рынин был из вологодского купечества, лет с лишком сорока, высокий, с длинными растрепанными волосами и чёрной бородой. Говорил отрывисто, скороговоркой, густым, хриплым басом. Рынин ходил по комнате, был в весёлом расположении духа, встретил вошедших с посохом в руке и, постукивая им по полу, повторял неоднократно: „Никола никуда не ходит, Никола никуда не ходит“». 
Скончался Николай Матвеевич Рынин 19 марта 1837 года. Был похоронен на Богородском кладбище рядом с Богородицкой церковью в Вологде.

## Часовня во имя праведного Николая Рынина

Старая часовня св. Николая Рынина

Внутри старой часовни св. Николая Вологодского

По желанию самого Николая Матвеевича на его могиле долгое время не было креста. Первый крест на могиле Николая поставила крестьянка Воздвиженского прихода, находившегося за Кадниковым. 
До 80-х годов XIX столетия могила Николая Матвеевича отличалась от других тем, что была сильно изрыта. Почитатели юродивого брали из неё песок. Поэтому крест на ней наклонился. В 1880-х годах купеческая вдова Н. М. Коровина устроила крышу над могилой на четырёх деревянных столбах и высокие перила.
Другая почитательница праведного Николая А. М. Крылова в 1899 году построила часовенку из досок и покрыла её железом. Сверху она установила небольшую главку из белого железа и железный крест. В часовне было четыре окна. Вход в неё был с западной стороны.
В 1905 году часовню покрасили голубой масляной краской. На её восточной стороне поставили деревянный с золотой резьбой иконостас с тремя большими образами: в середине Воскресения Христова, на право Успения Божией Матери, налево Николая Святителя (тезоименитого покойнику). На стене повесили портрет Николая Матвеевича.
В 1914 году старостой храма Рождества Богородицы Николаем Кубряковым (по другим данным, в 1916 году на пожертвования вологжан) возводится каменная часовня во имя Николая Чудотворца, сохранившаяся до наших дней. Автором проекта однокупольной постройки в духе эклектики выступил известный вологодский инженер Девятков. Закрыта часовня в 1938 году, купольное завершение её утрачено. Здание использовалось в качестве склада.
Часовня во имя праведного Николая Рынина возвращена верующим в 1988 году. Приходу Богородицкого собора пришлось очищать её от мусора, ремонтировать пол, делать внутренний и наружный косметический ремонт, восстанавливать купол, ставить крест. 
Здание часовни обладает признаками объекта культурного наследия и рекомендовано к постановке на учёт как памятник регионального значения.

## Прославление святого Николая
3 июля 1988 года по благословению Патриарха Московского и всея Руси Пимена совершено местное прославление блаженного Николая Рынина. На торжества прибыл архиепископ Свердловский и Курганский Мелхиседек (бывший Вологодский Владыка). После Литургии в Кафедральном соборе был совершен крестный ход и освящена отреставрированная часовня над местом погребения юродивого.
Праведный Николай Вологодский и сегодня почитается жителями Вологды и приезжими. В кафедральном соборе ведётся журнал исцелений и конкретных случаев помощи в трудных ситуациях по молитвам праведному Николаю. 
Ежегодно 1 апреля отмечается преставление праведного Николая Вологодского, а 3 июня — день его прославления. После литургии в соборе Рождества Пресвятой Богородицы к часовне идёт крестный ход, служится молебен.